# 城门站 (新桥镇)
城门站位于福建省龙岩市漳平市新桥镇，车站作为会让站建于1971年，以增加鹰厦线的运输能力。距鹰潭站483公里，距厦门站211公里。现为五等站。客运办理旅客乘降、行李包裹托运，不办理货运业务。